# Bulgaria del Volga
Bulgaria del Volga, Bulgaria del Kama o Bolgar es el nombre de un histórico Estado que existió entre los siglos VIII y XIII en el entorno de la confluencia de los ríos Volga y Kama, dentro de lo que hoy es Rusia. Hoy, las repúblicas de Tartaristán y Chuvasia son consideradas herederas de la Bulgaria del Volga en términos territoriales y étnicos.

## Origen
Las fuentes de primera mano sobre la Bulgaria del Volga son escasas, debido a que los propios registros bulgáricos no han sobrevivido. La mayoría de la información procede de las fuentes coetáneas árabes, persas o rusas, junto con la obtenida de excavaciones arqueológicas.
Se piensa que el territorio de la Bulgaria del Volga fue originalmente poblado por gente de ascendencia ugrofinesa. Los protobúlgaros llegaron a la zona hacia el año 660 dirigidos por el kan Kotrag, hijo de Kubrat. No obstante, algunas tribus protobúlgaras continuaron viajando hacia el oeste, y tras varias incidencias se establecieron en el área del Danubio, en la actual República de Bulgaria, donde se mezclaron o fueron asimilados por los eslavos, y donde adoptaron la lengua eslava meridional y la fe cristiana ortodoxa.
La mayoría de los eruditos afirman que los bulgáricos (gentilicio de las gentes de la Bulgaria del Volga, para diferenciarlos de la Bulgaria actual) fueron en principio vasallos del Imperio Jázaro. En algún momento del siglo IX comenzó un proceso de unificación de las tribus, consolidándose una estructura estatal, con capital en la ciudad de Bolgar, situada a 160 km de la actual ciudad de Kazán. Sin embargo, la mayoría de los expertos dudan que el primitivo Estado bulgárico tuviera una independencia plena de los jázaros hasta que éstos fueron aniquilados por Sviatoslav I de Kiev en el año 965.
En pos de la unidad de las diferentes tribus protobulgáricas, a la vez que trataba de obtener un poderoso aliado en sus luchas contra los jázaros, el kan Almas mandó una solicitud al califa abasí Al-Muti de hombres letrados y religiosos, versados en el Corán y para erigir mezquitas en su territorio. De esta forma, el 11 de mayo del 962 el jan recibió al enviado de Bagdad Ahmad ibn Fadlan, proclamándose cuatro días más tarde el Islam como la religión oficial del Estado bulgárico.

## Geografía
Según la época Bolgar del Volga, ocupó una gran superficie. En los siglos X y XI, la frontera norte discurría a lo largo de la margen derecha del río Kama, el río Sviyazhsk con sus brazos izquierdos al oeste, el río Shushma al este y la frontera sur llegaba al gran recodo del Volga, cerca de las montañas Zhigule, la moderna región de Samar.
Más tarde, durante el apogeo del Volga Bólgar, sus fronteras se ampliaron. Por ejemplo, la frontera norte se elevó hasta el río Kazán.

## Apogeo
Una gran parte de la población de la región era de origen túrquico, que incluía a los suares, barsiles, bilares, baranjares y parte de los burtares. Los actuales chuvasios y tártaros de Kazán descienden de los bulgáricos, si bien las evidencias lingüísticas sugieren que los chuvasios representan a una etnia túrquica más antigua, que podría estar relacionada con los hunos. El resto de la población comprendía tribus tanto de origen finlandés como húngaro (asagel y pascatir), de las cuales parecen proceder los bisërmans y los tártaros.
El líder de la Bulgaria del Volga era el iltäbär o elteber, que tras la islamización recibió el nombre de sheij (jeque). Se conocen varios nombres de ellos, como Almış (Almas), Mikail bine Cäğfär (Mikaul ibn Jafar), Mö'mim bine Äxmäd (Mumin ibn Ahmad), Mö'min bine âl-Xäsän (Mumin ibn al-Hasan), y Talib bine Äxmäd (Talib ibn Ahmad).

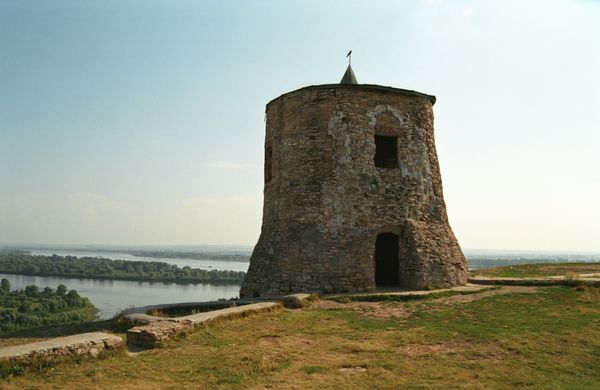
La Torre del Diablo en Yelábuga.

Controlando el río Volga en su curso medio, la Bulgaria del Volga controló ampliamente el comercio entre Europa Oriental y Asia antes de las Cruzadas, que hicieron posibles nuevas rutas comerciales, como la ruta comercial del Volga. Bolgar, la capital, era una ciudad próspera que rivalizaba en tamaño y riqueza con los centros más grandes del mundo islámico de entonces, como Córdoba, Damasco o Bagdad. Los socios comerciales de Bolgar incluían a los vikingos del norte (Bjarmaland), Yugra o las tribus nenets, al Imperio Bizantino y Bagdad en el sur, y desde Europa Occidental hasta China. Otras ciudades importantes fueron Bilär, Suar (Suwar), Qaşan (Kashan) y Cükätaw (Juketaw). Las modernas ciudades de Kazán y Yelábuga fueron fundadas como fortalezas fronterizas de la Bulgaria del Volga. Otras ciudades son mencionadas en las fuentes rusas, si bien no se han localizado aún, como es el caso de Aşlı (Oshel), Tuxçin (Tukhchin), İbrahim (Bryajímov) y Taw İle. Algunas de ellas fueron arrasadas durante la invasión mongola (1223 y 1236-1241).
Bilär tenía una superficie de 600 hectáreas en su zona intramuros y si se incluyen las zonas extramuros alcanzaba las 1000. Llegó a tener una población de 50 000 personas en el siglo XII, siendo el lugar de residencia preferido por Batú.
Los principados de la Rus de Kiev ubicados al oeste fueron la única amenaza militar real durante la existencia de la Bulgaria del Volga, que fue devastada durante el siglo XI por varias incursiones rusas. Desde entonces y hasta el siglo XIII los gobernantes de Vladímir (especialmente Andréi Bogoliubski y Vsévolod III), impacientes por defender sus fronteras orientales, saquearon sistemáticamente las ciudades bulgáricas fronterizas. Esta presión rusa desde el oeste motivó el traslado de la capital del reino desde Bolgar a Bilär.

## Ocaso
En septiembre de 1223, cerca de Samara, el kan y jeque Gabdula Chelbir derrotó a una vanguardia mongola del ejército de Gengis Kan, comandada por Uran, hijo del bagatur Subotai. En 1236, los ejércitos mongoles regresaron, aprovechando las luchas internas dentro de la Bulgaria del Volga, para someter todo el país en cinco años, que desde ese momento pasó a formar parte del ulús de Jochi (primogénito de Gengis), un territorio conocido más tarde como la Horda de Oro. El país fue dividido en varios principados, siendo cada uno de ellos vasallo directo de la Horda, y recibiendo paulatinamente mayor autonomía. Desde 1430, el Kanato de Kazán destacó como el más importante de estos principados.

### Saqueada por enemigos
Los ushkuyniks (tigres de río) rusos traen la mayor calamidad a la tierra búlgara. En 1360, 1366, 1374, 1391, los piratas, que llegaban en barcos a lo largo del río Volga, saquearon y dividieron ciudades rusas como Kostromá, Úglich y Nizhni Nóvgorod, y se encargaron de que el palacio estuviera ocupado y el centro estuviera cerrado y vacío. A la gente no sólo se le robaba y se pide rescate (en forma de dinero), sino que también se los captura como prisioneros en los barcos. Los príncipes rusos tampoco se quedaron de brazos cruzados: llegaron al Volga Medio en 1370, 1376 y 1431. En 1431, Fiódor Piostry, voivoda del gran príncipe Basilio II, llegó a Bólgar con un gran ejército y saqueó la ciudad. Después de eso, Bólgar no cesará de preocuparse.

## Historias y leyendas
Las fuentes históricas medievales árabe-persas comienzan a mencionar dos ciudades búlgaras, Bólgar y Suar, hacia los años 20 del siglo X. Estas dos ciudades, que se complementan, a menudo se encuentran una al lado de la otra, y sus destinos históricos, especialmente en los siglos X y XI, fueron similares.
Según escritos de Al-Balkhi: "Bulgaria es el nombre de un país cuyo pueblo practica el Islam; también es el nombre de la ciudad donde se encuentra la Mezquita Jamia. No muy lejos de esa ciudad hay otra ciudad: Suar, donde también hay una mezquita". El orador musulmán dijo: "la población de ambas ciudades alcanza los 10 mil habitantes. Sus casas son de madera, y en ellas pasan el invierno; En verano, la gente se muda a cabañas con techo de paja". Este escritor habló de los largos días de verano y los cortos días de invierno y las largas noches.
Un mensaje similar fue escrito por los autores árabes al-Istahri e Ibne Haukal en los años 30 y 60 del siglo X. Pero le hicieron una corrección importante a al-Balhi: Diez mil no significa la población total de estas ciudades, sino los "hombres" en ellas, en otras palabras, significa el número de guerreros. En la Edad Media, la población de una ciudad estaba determinada por el número de soldados. Un mensaje similar fue escrito en persa a finales del siglo X, según "Hudud al-ghalam" ("Los límites del mundo"), cuyo autor se desconoce: "Búlgar es una ciudad de una pequeña región, está situada en el río Volga. Toda su gente es musulmana; De allí salen 20.000 jinetes. Luchan contra todos los ejércitos de incrédulos, sin importar cuántos sean, y ganan. Una tierra limpia y rica es una ciudad cerca de Suar-Bulgar; La religión de la gente allí es la misma que en Bólgar".
Luego del ocaso es posible la ciudad aún permanecier con cierto nivel de actividad. El poeta del siglo XVI Mohammadyar y el poeta del siglo XVII Maula Koly vivieron en Bulgar y escribieron allí algunos de sus poemas. En la ciudad, los arqueólogos incluso han encontrado una capa que data del kanato de Kazán. Sin embargo, es imposible imaginar a Bulgar como una ciudad real. Probablemente, allí acudieron varios derviches, sufíes y poetas, caminando entre las ruinas, visitando los lugares sagrados, visitando las tumbas, y acudieron con la necesidad de algún tipo de alimento espiritual para sus creaciones.
Hay una leyenda en lengua vernácula según la cual Tamerlán toma la ciudad de Bulgar y destruye a todos sus habitantes. Gabdullah Khan y su familia fueron encerrados en el Pulat Khukem. Por orden de Ilbasar, se apilan troncos en el poste y se les prende fuego. La familia del Khan murió quemada, a excepción de la hermosa hija del Khan, que se unió a Dios; sobrevive: se le ve sentada en una cúpula de acero.
El legendario Acero del Juicio se remonta al Acero Negro, que se conserva hasta el día de hoy: sus muros de piedra adyacentes a él están quemados. En cualquier caso, este edificio tiene un gran valor como la reliquia arquitectónica monumental más singular de la Edad Media en Tartaristán. Junto a él se encuentran los restos de Acero Blanco: fue destruido en los años 60 del siglo pasado. Es uno de los baños públicos de acero blanco: un baño grande con un lavabo en el medio y habitaciones en las esquinas. El calor proviene del centro y el agua fría y caliente fluye a través de tuberías de arcilla y hierro. Al pie de la montaña, los arqueólogos están excavando los restos de otro baño llamado Kyzyl Pulat; llamado así porque sus paredes interiores están pintadas de rojo. En su salón central había una fuente.
El monumento arquitectónico mejor conservado de Bulgar es la Torre Pequeña; su altura es de 15 m. A. Mikhailov también menciona el año 1712 a la mezquita contigua; aún se conservaban sus ruinas hacia la década de 1920. Durante el período del Kanato de Kazán, la parte inferior de esta mezquita se utilizó como tumba de los Khan. En general, la zona es conocida como el cementerio de los Khans. Se sabe que la tumba del Khan superviviente estaba decorada con mosaicos blancos y azules durante su época. Fuera de las fortificaciones de la ciudad se encuentra la Pequeña Ciudad, se cree que las ruinas de su puerta, basadas en los cimientos del edificio de piedra blanca, son la residencia de verano del gobierno búlgaro. Fuera de la ciudad, en la pulata griega, es decir, en el asentamiento armenio, se construyó una iglesia para los comerciantes e invitados del Cáucaso, pero también fue destruida hace mucho tiempo. Cabe destacar que todas las reliquias mencionadas anteriormente pertenecen al siglo XIV, la época de la Horda de Oro. No quedó ninguno de los edificios construidos antes de la llegada de los mongoles.
Durante la época de la Horda de Oro, quedaron otras ciudades del antiguo estado búlgaro: Suar, Bülar, Kashan, Zhukatau, Tubylgitau, así como otras ciudades que hoy se encuentran en la condición de ciudades grandes y pequeñas, pero a la vez. El tiempo dejó su huella en la historia de los pueblos de la región del Medio Volga. También están creciendo otros nuevos. Entre ellos se encuentra Kirmanchek, que está incluido en los anales, y el Viejo Kazán, que apareció en el norte de la Horda de Oro y fue un centro político y económico, que está incluido en las leyendas.
A finales del siglo XVIII y principios del XIX, como resultado de observaciones arqueológicas en el área de la ciudad de Belar, se descubrieron las ruinas de antiguas estructuras arquitectónicas, incluido el sitio de una gran mezquita. En aquella época y un poco más tarde, existían multitud de artículos, cuyas reliquias han sido encontradas: collares de anillos de oro, pulseras de plata, espejos de latón y hachas de batalla de hierro fundido. A finales del siglo XIX y primer cuarto del siglo XX se llevaron a cabo las primeras excavaciones arqueológicas en la ciudad de Belar, y desde principios de la década de 1960, el arqueólogo Profesor A. Khalikov llevó a cabo las expediciones arqueológicas. Se estudiaron los cimientos de muchos templos y estructuras residenciales, las fortificaciones militares de la ciudad antigua y se recogió una gran cantidad de artículos para el hogar y material cerámico.
Hacia el siglo XIV se intensifican las relaciones agrícolas, económicas y comerciales de los búlgaros. La base de su economía era la agricultura (dejando la tierra en barbecho: un año de uso y varios años de descanso), la ganadería (cría en la península y llanura), la pesca, el comercio (caza, horticultura ), las artesanías diversas (hierro y bronce). trabajos, alfarería, vidriería, carpintería, tallado de huesos, joyería, fabricación de herramientas), compras y ventas en lugares y tierras extranjeras ( rutas Idel-Báltico y Volga - Asia Central ).

## Demografía
Una gran parte de la población de la región incluía grupos túrquicos tales como Sabires, Esegel, barsiles, Bilares, Baranjares y parte de los oscuros Burtas (por ibn Rustah). Los modernos chuvasios afirman descender de los sabir, los esegel y de los búlgaros del Volga.
Otra parte comprendía los fineses del Volga y las tribus magiares (Asagel y Pascatir), de las que probablemente descienden los Bisermäns. Ibn Fadlan se refiere a la Bulgaria del Volga como Saqaliba, un término general árabe para referirse al pueblo eslavo. Otras investigaciones relacionan el término con el nombre étnico escita (o Saka en persa).